# Trimuricea merguiensis
Trimuricea merguiensis is een zachte koraalsoort uit de familie Plexauridae. De koraalsoort komt uit het geslacht Trimuricea. Trimuricea merguiensis werd in 1909 voor het eerst wetenschappelijk beschreven door Thomson & Simpson. 